# Purisme en langue islandaise
Le purisme linguistique en langue islandaise consiste à tenter de freiner l'utilisation de mots d'emprunt, en créant de nouveaux mots à partir des racines de l'ancien islandais et du vieux norrois. En Islande, le purisme linguistique se manifeste comme une tentative de retour à ce qui est jugé comme un âge d'or de la littérature en islandais. Ce rapport à la langue commence au début du XIXe siècle, à l'aube du mouvement national islandais, visant à remplacer les anciens emprunts, en particulier du danois, et se poursuit aujourd'hui, ciblant les mots anglais. En Islande, le purisme est  l'idéologie linguistique dominante, soutenue par le gouvernement islandais. L'Institut Árni Magnússon pour les études islandaises, le Conseil de la langue islandais, le Fonds de la langue islandaise et une journée de la langue islandaise contribuent à diffuser ce purisme.

## Histoire

### Premières innovations

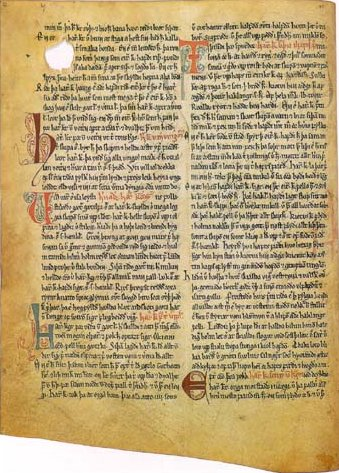
Une page de Heimskringla

Les premiers signes de la préoccupation des Islandais pour leur langue maternelle remontent au milieu du XIIe siècle avec le premier traité grammatical (Fyrsta málfræðiritgerðin), qui s'engage à concevoir un alphabet pour la langue et propose des lettres non latines pour les phonèmes islandais distinctifs. Il s'agit d'une tentative de donner aux jeunes islandais une langue qui leur était propre. L' historiographie islandaise, qui commence avec Ari Thorgilsson, auteur d'Íslendingabók et comporte le Landnámabók (livre de la colonisation) et Heimskringla de Snorri Sturluson, la prose des sagas des Islandais et la poésie skaldique de Snorri témoignent de l’appréciation de cette langue.
En 1300, à la suite de l'union des Islandais à la couronne norvégienne, on se rend compte que leur langue se distinguait déjà des dialectes norvégiens, alors même que c'était de la Norvège que beaucoup avaient émigré en Islande plusieurs siècles plus tôt. 
Au XVIe siècle, la langue islandaise diffère tant des langues de Scandinavie que les Islandais inventent le terme íslenska pour désigner leur langue. Au début du XVIIe siècle, l'écrivain islandais Arngrímur Jónsson contribue à la préserver. Il s'agit de la protéger de la « corruption » des mots étrangers, notamment danois et allemands introduits par des commerçants.

### XVIIIeetXIXesiècles
Le premier véritable instigateur du purisme linguistique islandais (hreintungustefna) est Eggert Ólafsson (1726-1768). Entre 1752 et 1757, il accompagne son ami Bjarni Pálsson lors d'une expédition à travers le pays. Dans son rapport, il a qualifié de lamentable la situation de la langue islandaise. Il s'en inspire pour composer le poème Sótt og dauði íslenskunnar, où sa langue maternelle, personnifiée, prend l'aspect d'une femme gravement malade à cause d'une infection de mots étrangers. Elle envoie ses enfants à la recherche d'un islandais bon et pur qui puisse la guérir, mais une telle langue est introuvable et elle meurt. À la fin du poème, il exhorte ses compatriotes à défendre leur langue et leur rappelle la grande estime dans laquelle elle est tenue à l'étranger et à quel point elle était préservée par leurs ancêtres.
Il s'imprègne de la littérature en vieux norrois, ce qui apparait dans ses œuvres. Cet intérêt pour l'ancienne langue le met en contact avec d'autres étudiants islandais à Copenhague, où il rejoint une société secrète appelée Sakir (1720-1772). Ce fut le début de l'utilisation du vieil islandais comme élément clé de l'éveil national islandais. Eggert écrit le premier dictionnaire orthographique (Réttritabók Eggerts Ólafssonar) dans lequel il propose des règles orthographiques et phonétiques. L'influence du livre est considérable et Ólafur Olavius, créateur de la Hrappseyjarprentsmiðja, première imprimerie privée d'Islande, décide de suivre les règles d'Eggert.
Onze ans après la mort de l'écrivain, l'Íslenska lærdómslistafélag (Société islandaise d'apprentissage artistique) est fondée à Copenhague, présidée par Jón Eiríksson, directeur administratif au ministère danois des Finances. La société publie des écrits annuels de 1781 à 1796, qui traitent de sujets pratiques comme le commerce et les affaires, et des sujets scientifiques variés sur lesquels peu d'écrits étaient disponibles alors. Ces publications entraînent une création terminologique, obtenue à partir d'un répertoire de mots purement islandais.
Au Danemark, la montée du romantisme suscite un intérêt accru pour la mythologie nordique, ce qui permet aux Islandais d'accorder une plus grande importance à leur culture. Dans sa jeunesse, le linguiste danois Rasmus Rask (1787–1832) apprend l'islandais, qui devient sa langue préférée. Il compile ce qui peut être considéré comme la première grammaire islandaise. Refusant les différences entre islandais ancien et moderne, il craint qu'une modernisation de l'islandais ne gâte l'intérêt pour le pays et sa culture, attitude qui favorise l'archaïsation du langage. À son l'initiative, la Société littéraire islandaise, Hið íslenska bókmenntafélagið est fondée, avec pour objectif « de préserver la langue et la littérature islandaises et par conséquent la culture et l'honneur de la terre ». Sa publication Almenn jarðarfræða og landaskipun eður geographia (1821–27) contient des néologismes créés à partir de racines islandaises. Selon Rask, la langue islandaise détient, plus que les autres langues, une « capacité de génération néologiste sans fin » : cette conception de l'islandais est confirmée par les écrits de cette société. 
Au XIXe siècle, le mouvement du purisme linguistique est se développe dans la revue Fjölnir (publiée de 1835 à 1839 puis de 1844 à 1847). Le magazine est publié à Copenhague par quatre jeunes Islandais: Konráð Gíslason, Jónas Hallgrímsson, Brynjólfur Pétursson et Tómas Sæmundsson . Jónas Hallgrímsson traduit également les œuvres littéraires de Heine et Ossian. Sa traduction d'un manuel d' astronomie (Stjörnufræði, 1842) sert d'exemple aux traductions ultérieures de la littérature scientifique. Un grand nombre des mots qu'il a inventés sont employés aujourd'hui : aðdráttarafl (gravité), hitabelti (tropiques), sjónauki (télescope), samhliða (parallèle).
En 1851, le premier dictionnaire bilingue danois-islandais est publié. Son principal auteur est le professeur en langues anciennes scandinaves à l'Université de Copenhague Konrað Gíslason (1808-1891). 

### XXeetXXIesiècles
À partir de 1918, date de la souveraineté de l'Islande, une politique linguistique gouvernementale est exercée. Initialement fondée sur l'orthographe, elle se formalise. Au début du XXe siècle, les locuteurs ordinaires, en particulier ceux des secteurs de la modernisation, contribuent aux efforts de préservation de la langue. Par exemple, en 1918, l'Association des ingénieurs (Verkfræðingafélagið) emploie systématiquement des néologismes islandais. En 1951, un comité du dictionnaire de l'Université d'Islande (Orðabókarnefnd Háskólans) publie des listes de nouveaux mots, ce qui marque le parrainage gouvernemental officiel des néologismes. 
En 1965, un arrêté ministériel du ministère de l'Éducation, des Sciences et de la Culture (Menntamálaráðuneytið) crée l'Íslenzk málnefnd (Comité de la langue islandaise) pour « guider les agences gouvernementales et le grand public en matière de langue sur un fondement savant ». Pourtant, ce groupe, qui ne compte que trois membres (cinq en 1980), ne peut pas remplir sa mission. Pour remédier à cette situation, en 1984, le Parlement adopte une loi qui ratifie les cinq membres et établit un secrétariat fonctionnant en permanence, l'Íslensk málstöð (Institut de langue islandaise). Le Conseil est élargi à quinze membres en 1990, nommés dans un certain nombre de secteurs. Ainsi, il met en parallèle ses homologues ailleurs en Scandinavie.
Les opérations quotidiennes sont du ressort de l'Institut. Occupant des bureaux sur Neshagi, rue près de l'université, et anciennement le site du centre culturel de l'ambassade américaine, l'Institut est aujourd'hui dirigé par Ari Páll Kristinsson. Il ne compte que quatre employés qui donnent des conseils sur les questions de langue et de « bon usage » aux autorités publiques et au service de radiodiffusion (Ríkisútvarpið). Ils répondent aussi aux questions du grand public. En septembre 2006, l'Institut est fusionné avec l'Institut Árni Magnússon d'études islandaises.

## Objectif du purisme linguistique
La langue islandaise est un élément fondamental de l'identité nationale des Islandais. L'objectif principal du purisme linguistique en islandais est de maintenir la structure de la langue (par exemple en tant que langue à déclinaisons  par rapport à d'autres langues indo-européennes d' Europe de l'Ouest, comme l'anglais et le français), et de développer son vocabulaire. Ainsi, n'importe quel sujet, même technique, peut être abordé et la création de néologismes maintient la langue à jour. 

## Création de néologismes
Du lexique technique est proposé par des organisations, personnes et par l'Institut de la Langue Islandaise . L'introduction de néologismes désignant de nouveaux concepts implique souvent l'emploi de mots anciens et désuets, mais appartenant au même champ sémantique que le nouveau mot. Par exemple, le mot sími, ancien mot pour «long fil», prend le nouveau sens de « téléphone ». Alternativement, de nouveaux mots composés tels que veðurfræði (« météorologie ») peuvent être formés à partir de vieux mots (c'est le cas de veður « météo » et fræði « science »). Ainsi, les locuteurs de l'islandais peuvent facilement décomposer de nombreux mots pour trouver leurs étymologies, les mots composés étant très fréquents en islandais. Ce système facilite également l'adaptation des nouveaux vocabulaires aux règles grammaticales islandaises existantes : le genre et la déclinaison d'un mot composé peuvent être facilement extraits de ses dérivés, tout comme la prononciation. Au XXIe siècle, le gouvernement s'intéresse particulièrement à la technologie, en produisant des logiciels en islandais et d'autres interfaces informatiques .  Un autre exemple de combinaison employée à la place d'un terme étranger est skriðdreki (littéralement « dragon rampant ») signifiant « tank de l'armée ».

## Emprunts lexicaux
Les emprunts lexicaux intègrent la langue en dépit des efforts menés par le purisme, qui en adapte certains pour qu'ils correspondent aux règles grammaticales islandaises, à l' inflexion et à la prononciation islandaises. Par exemple, le mot bíll (« une voiture ») est issu du terme « automobile » à partir de la version abrégée danoise bil . En 2008, Yair Sapir et Zuckermann montrent comment l'islandais « camoufle » de nombreux mots anglais au moyen de la correspondance phono-sémantique .  Par exemple, le mot eyðni, qui signifie « SIDA » et paraît d'origine islandaise, est une correspondance phonosémantique de l'acronyme anglais AIDS, utilisant le verbe islandais existant eyða (« détruire ») et le suffixe nominal islandais -ni. De même, le mot islandais tækni (« technologie », « technique ») dérive de tæki (« outil ») combiné avec le suffixe nominal -ni , mais est une correspondance phonosémantique du teknik danois, de même sens. Ce néologisme est inventé en 1912 par le Dr Björn Bjarnarson depuis Viðfjörður dans l'est de l'Islande. Peu employé jusqu'aux années 1940, il se répand comme lexème et comme élément dans de nouvelles formations, telles que raftækni (« électronique ») signifiant littéralement « techniques électriques », tæknilegur (« technique ») et tæknir (« technicien »).  Les autres correspondances phonosémantiques dont l'article traité sont beygla , bifra - bifrari , brokkál , dapur - dapurleiki - depurð , fjárfesta - fjárfesting , heila , ímynd (image), júgurð , korréttur , Létt og laggott , musl , pallborð - pallborðsumræður , páfagaukur (perroquet), ratsjá (appareil radar), setur , staða , staðall - staðla - stöðlun , toga - togari , uppi et veira (virus).
Un exemple d'adaptation de mot étranger est « israéli » (substantif de même sens qu'en anglais), qui en islandais prend le pluriel Ísraelar, formé de manière analogue à des mots islandais natifs tels que le gumi poétique (« homme ») et bogi (« arc »).

## Apprentissage des langues étrangères
Le purisme linguistique n'empêche pas l'apprentissage des langues étrangères. Leur enseignement en Islande est important, et l'apprentissage de l'anglais et du danois (ou d'une autre langue scandinave) à l'école est obligatoire. Ce dernier est enseigné car l'Islande fut un dominion du Danemark jusqu'en 1918 (et eut le même roi jusqu'en 1944) ; après cette date, son étude demeure obligatoire afin de préserver le lien avec la Scandinavie. L'anglais s'enseigne comme principale langue internationale, compte tenu de l'économie de l'Islande qui dépend du monde extérieur. Dans les gymnasiums, une troisième langue est enseignée : souvent l'allemand ou le français, plus récemment l' espagnol. Les autres langues peuvent s'étudier dans une filière spéciale (qui néglige les sciences naturelles). Une autre langue scandinave peut être apprise (par exemple, si l'élève vient d'un autre pays nordique).

## Purisme extrême
Vers 1992, un mouvement mineur lancé par Jozef Braekmans de Lierre, en Belgique, vise à supprimer les mots d'islandais moderne au profit des mots à racine islandaise. Nommé « haut islandais » ou « hyper-islandais » (Háíslenska ou Háfrónska),,,, le mouvement ne parvient pas à gagner en popularité.